# 亞歷山大 (什勒斯維希-霍爾斯坦-森訥堡)
亞歷山大（丹麥語：Alexander af Slesvig-Holsten-Sønderborg，1573年1月20日—1627年5月13日），什勒斯維希-霍爾斯坦-森訥堡公爵，年輕者漢斯的兒子。

## 家庭
1604年，亞歷山大與施瓦茨堡-松德斯豪森的多蘿西亞結婚，兩人共有6子1女：
1. 漢斯·克里斯蒂安（1607年—1653年），什勒斯維希-霍爾斯坦-森訥堡公爵
2. 亞歷山大·海因里希（1608年—1657年）
3. 恩斯特·金特（1609年—1689年），什勒斯維希-霍爾斯坦-森訥堡-奧古斯滕堡公爵
4. 格奧爾格·腓特烈（1611年—1676年）
5. 奧古斯特·菲利普（1612年—1675年），什勒斯維希-霍爾斯坦-森訥堡-貝克公爵
6. 索菲·卡塔琳娜（1617年—1696年），歐登堡伯爵夫人
7. 菲利普·路德維希（英语：Philip Louis, Duke of Schleswig-Holstein-Sonderburg-Wiesenburg）（1620年—1689年），什勒斯維希-霍爾斯坦-森訥堡-維森堡公爵